# Лаократия
„Лаократия“ (на гръцки: «Λαοκρατία», в превод Народовластие) е гръцки вестник, издаван нелегално в град Лерин в годините на окупацията през Втората световна война и непосредствено след нея.

## История
Вестникът започва да излиза в 1944 година. Орган е на Районния комитет на Националния освободителен фронт на Гърция (ЕАМ). Спира в началото на 1945 година.